# Verena Oßwald
Verena Oßwald (* 26. Juli 1999) ist eine deutsche Handballspielerin.

## Karriere
In der Jugend spielte Oßwald für den HCD Gröbenzell und konnte hier bereits Einsätze in der 2. Bundesliga verzeichnen. 2018 wechselte sie zum Ligakonkurrenten TSG Ketsch, mit dem sie 2019 in die 1. Bundesliga aufstieg. In der Saison 2020/21 ging sie für ein Auslandssemester nach Dänemark und spielte in dieser Zeit beim dänischen Zweitligisten EH Aalborg, für den sie in 22 Partien 20 Treffer warf. Nach einer Saison kam sie 2021 wieder zurück nach Deutschland und spielte bis 2023 in der 1. Bundesliga für die HSG Bad-Wildungen. Seit der Saison 2023/24 steht sie bei der TuS Metzingen unter Vertrag. Mit Metzingen gewann sie 2024 den DHB-Pokal. Ab der Saison 2025/26 wird sie beim schwedischen Erstligisten Skövde HF unter Vertrag stehen.